# Педраса (Колумбія)
Педраса (ісп. Pedraza) — місто та муніципалітет на півночі Колумбії, на території департаменту Маґдалена.

## Історія
Поселення, з якого пізніше виросло місто було засноване в 1790 році. Муніципалітет Педраса був виділений в окрему адміністративну одиницю в 1989 році.

## Географія

Муніципалітет Педраса

Місто розташоване в західній частині департаменту, на правому березі річки Магдалена, на відстані приблизно 137 кілометрів на північний захід від Санта-Марти, адміністративного центру департаменту Маґдалена. Абсолютна висота — 8 метрів над рівнем моря.
Муніципалітет Педраса на півночі межує з територіями муніципалітетів Серро-Сан-Антоніо і Конкордія, на сході — з муніципалітетом Сапаян, на півдні і заході — з територією департаменту Болівар. Площа муніципалітету складає 445 км².

## Населення
За даними Національного адміністративного департаменту статистики Колумбії, сукупна чисельність населення міста та муніципалітету в 2015 році становила 8066 осіб.
Динаміка чисельності населення муніципалітету за роками:
| 2005 | 2006 | 2007 | 2008 | 2009 | 2010 | 2011 | 2012 | 2013 | 2014 |
| ---- | ---- | ---- | ---- | ---- | ---- | ---- | ---- | ---- | ---- |
| 8031 | 8010 | 8006 | 8010 | 8004 | 8016 | 8027 | 8034 | 8041 | 8052 |

Згідно з даними перепису 2005 року чоловіки становили 52,7 % від населення Педраси, жінки — відповідно 43,3 %. У расовому відношенні негри, мулати і райсальці складали 64,1 % від населення міста; білі і метиси — 35,9 %.
Рівень грамотності серед всього населення становив 76,7 %.

## Економіка
Основу економіки Педраси складає сільськогосподарське виробництво.
53,4 % від загальної кількості міських і муніципальних підприємств складають підприємства торговельної сфери, 35,4 % — підприємства сфери обслуговування, 1,9 % — промислові підприємства, 9,3 % — підприємства інших галузей економіки.

## Транспорт
Через місто проходить національне шосе № 27 (ісп. Ruta Nacional 27).